# Shimura-sakaue (metropolitana di Tokyo)
Shimura-sakaue (志村坂上駅?, Shimura-sakaue-eki) è una stazione della metropolitana di Tokyo che si trova a Itabashi. La stazione è servita dalla linea Mita della Toei Metro.

## Struttura
La stazione è dotata di due marciapiedi laterali con due binari sotterranei.
| 1 | Linea Mita | per Sugamo, Hibiya, Shirokane-Takanawa, Meguro e linea Tōkyū Tōyoko |
| 2 | Linea Mita | per Takashimadaira e Nishi-Takashimadaira                           |

## Stazioni adiacenti
| «            | Servizio   | »                |
| Linea Mita   | Linea Mita | Linea Mita       |
| ------------ | ---------- | ---------------- |
| Motohasunuma | -          | Shimura-sanchōme |